# Grotte de Gombasek
La grotte de Gombasek (slovaque : Gombasecká jaskyňa) est une grotte située dans la localité de Krásnohorská Dlhá Lúka en Slovaquie. Elle a une longueur de 1 525 m dont 300 m sont depuis 1955 visitable.

## Protection
La grotte de Gombasek est classée patrimoine mondial par l'UNESCO comme faisant partie des Grottes du karst d'Aggtelek et du karst de Slovaquie.